# Ancistrorhynchus clandestinus
Ancistrorhynchus clandestinus är en orkidéart som först beskrevs av John Lindley, och fick sitt nu gällande namn av Rudolf Schlechter. Ancistrorhynchus clandestinus ingår i släktet Ancistrorhynchus och familjen orkidéer. Inga underarter finns listade i Catalogue of Life.